# Lewis (serie televisiva)
Lewis è una serie televisiva britannica, spin-off della serie Ispettore Morse. Ha debuttato sul canale televisivo britannico ITV il 29 gennaio 2006 con la trasmissione dell'episodio pilota, per poi essere trasmessa regolarmente a partire dal 18 febbraio 2007. Negli Stati Uniti d'America e in Canada la serie viene trasmessa col titolo Inspector Lewis sul canale PBS come parte della serie Mystery Masterpiece. In Italia le prime due stagioni della serie sono state trasmesse in anteprima sul canale Hallmark Channel a partire dal 14 aprile 2008, mentre le altre stagioni sono rimaste inedite.

## Trama
Cinque anni dopo la morte del suo partner Endeavour Morse, Robert Lewis, diventato a sua volta ispettore di polizia, torna a Oxford dopo aver passato due anni nelle Isole Vergini britanniche per riunirsi alla Thames Valley Police. Qui gli viene affidato come partner il sergente James Hathaway, un uomo molto più giovane di lui e fa anche la conoscenza di Jean Innocent, suo nuovo capo. Da quel momento in poi torna ad occuparsi nuovamente di omicidi.

## Personaggi e interpreti
- Robert Lewis (stagione 1-9), interpretato da Kevin Whately, doppiato da Giorgio Bonino.
- James Hathaway (stagione 1-9), interpretato da Laurence Fox, doppiato da Maurizio Merluzzo.
- Laura Hobson (stagione 1-9), interpretata da Clare Holman, doppiata da Renata Bertolas.
- Jean Innocent (stagione 1-9), interpretata da Rebecca Front, doppiata da Cristina Giolitti.

## Episodi
| Stagione         | Episodi | Prima TV UK | Prima TV Italia |
| ---------------- | ------- | ----------- | --------------- |
| Prima stagione   | 4       | 2006-2007   | 2008            |
| Seconda stagione | 4       | 2008        | 2008            |
| Terza stagione   | 4       | 2009        | inedita         |
| Quarta stagione  | 4       | 2010        | inedita         |
| Quinta stagione  | 4       | 2011        | inedita         |
| Sesta stagione   | 4       | 2012        | inedita         |
| Settima stagione | 3       | 2013        | inedita         |
| Ottava stagione  | 3       | 2014        | inedita         |
| Nona stagione    | 3       | 2015        | inedita         |